# Picoides
Genre
Picoides est un genre comprenant 3 espèces de pics, dont l'aire de répartition s'étend sur la zone néotropicale, néarctique et paléarctique.

## Liste des espèces
D'après la classification de référence (version 14.1, 2024) du Congrès ornithologique international (ordre phylogénique) :
- Picoides tridactylus – Pic tridactyle
- Picoides dorsalis – Pic à dos rayé
- Picoides arcticus – Pic à dos noir